# Tyromyces caesioflavus
Tyromyces caesioflavus är en svampart som först beskrevs av Narcisse Theophile Patouillard, och fick sitt nu gällande namn av J. Carranza 1982. Tyromyces caesioflavus ingår i släktet Tyromyces,  och familjen Polyporaceae.   Inga underarter finns listade.